# Gysbert Japicx

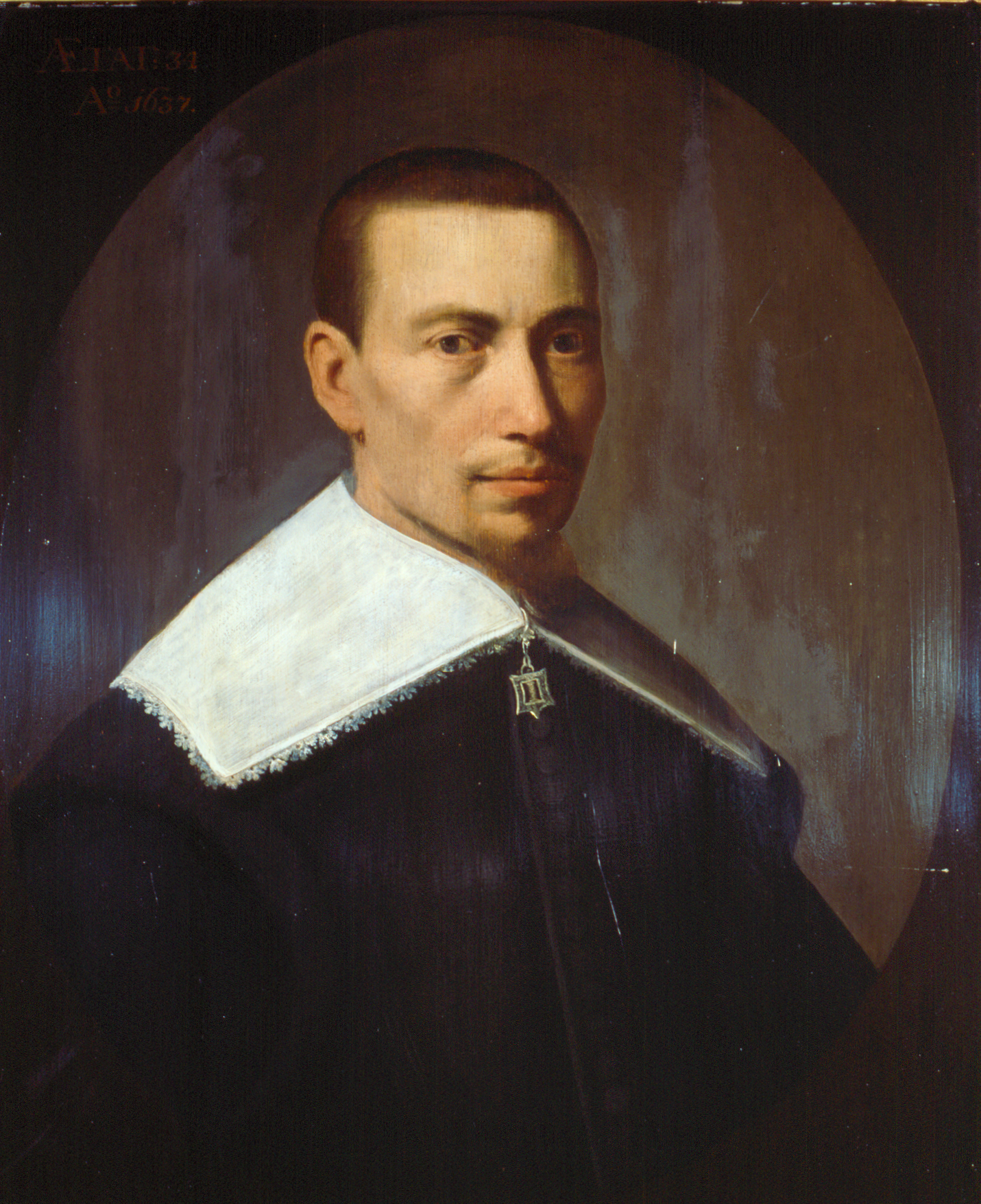
Gysbert Japicx

Gysbert Japicx bzw. Gysbert Japiks bzw. Gysbert Japix (* 1603 in Bolsward, Friesland; † 1666 ebenda) war ein bedeutender niederländisch-friesischer Schriftsteller der Renaissance. Nach ihm ist der Gysbert Japicxpriis benannt.
Gysbert Japicx wirkte bis zu seinem Tod als Lehrer und Kantor in Bolsward. Japicx schätze die antiken Schriftsteller Ovid und Horaz und debütierte schließlich 1640 mit eigenen Erzählungen und Gedichten in westfriesischer Sprache (Friessche tjerne). Japicx zeigte damit, dass das Westfriesische auch als Sprache der Poesie Verwendung finden konnte. Posthum erschien 1688 die Fryske rijmlerye.
Gysbert Japicx begründete mit seinen Werken im 17. Jahrhundert eine moderne westfriesische Literatursprache und half so mit, die moderne westfriesische Standardsprache zu formen.